# Bamiyan (distrikt)
Bamiyan är ett distrikt i Afghanistan. Det ligger i provinsen Bamiyan, i den centrala delen av landet, 140 kilometer väster om huvudstaden Kabul. Administrativt centrum är staden Bamiyan.
Distriktet beräknades år 2022 ha cirka 98 000 invånare.